# Дисграфия
Дисгра́фия (от др.-греч. δυσ- приставка с отрицательным значением, γράφω — «пишу») — нарушение письма, не связанное с интеллектом. Это расстройство непропорционально возрасту, общему состоянию здоровья и психическому развитию, знаниям и школьным навыкам ребёнка, который надлежащим образом мотивирован учиться. Притом что он находится в правильной образовательной среде и обучается с использованием общепринятых эффективных дидактических методов. Дисграфия не является результатом умственной отсталости. Люди с дисграфией могут не иметь недостатка интеллекта и их развитие может являться правильным во всех других отношениях.

## Определения
Содержание термина «дисграфия» в современной литературе определяется по-разному. Приведем несколько наиболее известных определений.
Р. И. Лалаева (1997) дает следующее определение: дисграфия — это частичное нарушение процесса письма, проявляющееся в стойких, повторяющихся ошибках, обусловленных несформированностью высших психических функций, участвующих в процессе письма.
И. Н. Садовникова (1995) определяет дисграфию как частичное расстройство письма (у младших школьников — трудности овладения письменной речью), основным симптомом которого является наличие стойких специфических ошибок. Возникновение таких ошибок у учеников общеобразовательной школы не связано ни со снижением интеллектуального развития, ни с выраженными нарушениями слуха и зрения, ни с нерегулярностью школьного обучения.
А. Н. Корнев (1997, 2003) называет дисграфией стойкую неспособность овладеть навыками письма по правилам графики (то есть руководствуясь фонетическим принципом письма) несмотря на достаточный уровень интеллектуального и речевого развития и отсутствие грубых нарушений зрения и слуха.
А. Л. Сиротюк (2003) определяет дисграфию как частичное нарушение навыков письма вследствие очагового поражения, недоразвития или дисфункции коры головного мозга.
До настоящего времени нет единого понимания, в каком возрасте или на каком этапе школьного обучения, а также при какой степени проявления нарушения можно диагностировать у ребёнка наличие дисграфии. В отличие от возможных трудностей в овладении письмом ввиду определённых факторов, которые можно преодолеть обучением и воспитанием, дисграфия понимается как стойкое нарушение у ребёнка процесса реализации письма на этапе школьного обучения, когда овладение «техникой» письма считается завершенным.
Необходимо разделять понятия «затруднения в овладении письмом» и «дисграфия» как с точки зрения понимания сути дисграфии, так и в плане организации педагогических мероприятий по предупреждению или преодолению данного нарушения.

## Лечение
К мерам профилактики дисграфии можно отнести:
- развитие тонкой ручной моторики, поскольку активные движения рук (особенно кистей и пальцев) активизируют речевые отделы коры головного мозга (с самого раннего возраста с детьми рекомендовано выполнять пальчиковую гимнастику, массаж кистей рук, игровые упражнения);
- выполнять различные координированные движения руки;
- использовать речевые игры: разбирать слова по слогам, выделить грамматические элементы слова, складывание слов;
- разобрать чем отличается твердое произношение слова от мягкого;
- наращивание скорости чтения и письма, чтение на время;
- больше читать (в процессе чтения человек запоминает много слов);
- при написании предложений и слов проговаривать их вслух по слогам;
- выполнять упражнение, где есть пропущенные буквы (вставлять их);
- предложить найти ошибки в тексте, в котором проставлены «лишние» запятые[1].